# منطقه مندی-مونیهو
منطقه مندی-مونیهو یکی از منطقه‌های استان ارتفاعات جنوبی واقع در کشور پاپوآ گینه نو می‌باشد. مرکز این منطقه مندی است. چمعیت منطقه مطابق با سرشماری رسمی سال ۲۰۰۰ میلادی ۹۶٬۱۳۷ بوده است. این منطقه خود از ۴ فرمانداری محلی تشکیل می‌گردد که هر فرمانداری به منظور سهولت در امر آمارگیری خود به چند بخش تقسیم می‌شود.

## تقسیمات
این منطقه دارای ۴ فرمانداری محلی است که اسامی آن ها به شرح زیر است:
- فرمانداری محلی روستایی کارینتس
- فرمانداری محلی روستایی درهٔ لائی
- فرمانداری محلی شهری مندی
- فرمانداری محلی روستایی مندی علیا